# Atlantic roundhouse
De term Atlantic roundhouse wordt gebruikt om een groep van stenen gebouwen uit de IJzertijd aan te duiden. Deze gebouwen zijn met name te vinden op de Hebriden, Orkney-eilanden, Shetlandeilanden en langs de noordelijke kusten van Schotland (deze gebieden vormen samen de Atlantische regio van Schotland). De gebouwen stammen uit de periode van 700 v.Chr. tot 1000 n.Chr. Het is opvallend dat de meeste gebouwen uit de ijzertijd in Engeland, Wales en Schotland een ronde vorm hadden (roundhouses), terwijl in de rest van Europa vooral rechthoekige gebouwen werden gemaakt. De roundhouses in het zuiden van Schotland waren vaak van hout en aarde.
In de literatuur wordt soms een onderverdeling gemaakt binnen de Atlantic roundhouses, namelijk met een groep van simple roundhouses en van complex roundhouses. Deze laatste term wordt gebruikt om aan te duiden dat er zich in de brede stenen muur van het gebouw, kamers en trappen bevinden. Gebouwen die geclassificeerd worden als een Atlantic Roundhouse zijn onder andere de brochs, wheelhouses en aisled roundhouses. De brochs vallen altijd in de subcategorie van de complex roundhouses. Oudere literatuur kan soms verwarrend zijn, omdat in het verleden de term Atlantic roundhouse soms gebruikt werd om alleen alle gebouwen aan te duiden die niet als broch, wheelhouse of aisled roundhouse, te classificeren waren.